# プレスコード
プレスコード（英：Press Code for Japan）とは、太平洋戦争終結後の連合国軍占領下の日本において、連合国軍最高司令官総司令部（GHQ）によって行われた、新聞などの報道機関を統制するために発せられた規則である。これにより検閲が実行された。
正式名称はSCAPIN-33「日本に与うる新聞遵則」、昭和20年（1945年）9月19日に発令、9月21日に発布された。「日本新聞遵則」また「日本出版法」ともいう。「プレス・コード」と表記されることもある。

## 概要
このプレスコードに基づいて、主にGHQ批判、原爆に対する記事などが発禁処分に処された。占領開始前からの計画に従い、占領開始後間もなく個人的な手紙などにも検閲の手が回った。この事実は当時の一般の大衆には知らされず、出版・報道関係者（学校の同窓会誌・村の青年会誌などのミニ・メディア関係者なども含む）以外に存在が広く認知されたのはのちの事である。
1945年9月22日に出されたSCAPIN-43「日本放送遵則(Radio Code for Japan)」 と一対のものである。新聞遵則は、この放送遵則と映画遵則もこれに準拠した。
昭和27年（1952年）4月28日、サンフランシスコ講和条約発効により失効。
プレスコードなどの検閲を主に担当したCCDが収集した資料（領域内の全刊行物を含む）は、メリーランド大学のプランゲ文庫に保管されている。

## 経緯

### 新聞報道取締方針(SCAPIN-16)
プレスコード通達に先立って昭和20年（1945年）9月10日に「新聞報道取締方針」「言論及ビ新聞ノ自由ニ関スル覚書」(SCAPIN-16)  が発せられ、言論の自由はGHQ及び連合国批判にならずまた大東亜戦争の被害に言及しない制限付きで奨励された、GHQ及び連合国批判にならず世界の平和愛好的なるものは奨励とされた。
朝日新聞の1945年9月15日付記事と9月17日付の2つの記事について、9月18日に朝日新聞社は2日間の業務停止命令 (SCAPIN-34)  を受けた。これはGHQによる検閲、言論統制の始まりであった。9月15日付記事では「“正義は力なり”を標榜する米国である以上、原子爆弾の使用や無辜の国民殺傷が病院船攻撃や毒ガス使用以上の国際法違反、戦争犯罪であることを否むことは出来ぬであらう」といった鳩山一郎の談話が掲載され、9月17日付記事では「求めたい軍の釈明・“比島の暴行”発表へ国民の声」の見出しで「ほとんど全部の日本人が異口同音にいってゐる事は、かかる暴虐は信じられないといふ言葉である」という内容の記事 が掲載されていた。

### プレスコード（日本に与うる新聞遵則）(SCAPIN-33)
昭和20年（1945年）9月19日に、SCAPIN-33(最高司令官指令第33号)「Press Code For Japan（日本に与うる新聞遵則）」が最高司令官（D.MacArthur）の名前で通達された。実施者は米太平洋陸軍総司令部民事検閲部。
検閲は連合国軍最高司令官総司令部参謀部のうち情報担当のG-2（参謀2部)所管下の民間検閲支隊(CCD。Civil Censorship Detachment)によって実施された。
1948（昭和23）年には、GHQの検閲スタッフは370名、日本人嘱託5700名がいた。8000人を超えていたとする説もある。新聞記事の紙面すべてがチェックされ、その数は新聞記事だけで一日約5000本以上であった。

## 内容
- 趣旨[1][2]

連合軍最高司令官は日本に言論の自由を確立せんが為茲に日本出版法を発布す。本出版法は言論を拘束するものに非ず寧ろ日本の諸刊行物に対し言論の自由に関し其の責任と意義とを育成せんとするを目的とす。特に報道の真実と宣伝の除去とを以て其の趣旨とす。本出版法は啻（ただ）に日本に於ける凡ゆる新聞の報道論説及び広告のみならず、その他諸般の刊行物にも亦之を適用す。

### 削除および発行禁止対象のカテゴリー(30項目)
江藤淳は、アメリカ国立公文書館分室の資料番号RG331,Box No.8568にA Brief  Explanation of the Categories of Deletions and Suppressions,dated 25 November,1946が保管されていたことがわかったと述べている。この「削除と発行禁止のカテゴリーに関する解説」において次のような具体的な検閲の対象カテゴリーが30項目も規定されていた。検閲では以下に該当しているか否かが調べられた。

## 検閲の結果
民間検閲支隊(CCD)はさらに10月1日には「進駐米軍の暴行・世界の平和建設を妨げん」という論説を掲載した東洋経済新報9月29日号を押収した。この記事は石橋湛山によって執筆されたものだった。村上義人は、これ以降、プレスコードの規定のため、占領軍将兵の犯罪自体が報道されず、各メディアは「大きな男」と暗に仄めかさざるを得なかったと発言している。
江藤淳はGHQによる言論統制についての著書『閉ざされた言語空間』のなかで次のように述べている。
日本新聞協会が1948年に「編集権声明」を出した背景に、プレスコードの実効性を高めようとするGHQの意向があった。
日本映画では、戦後に制作された新作については民間情報教育局（CIE）によるシナリオ検閲が行われたほか、戦前・戦中の旧作を含めフィルムが現存する作品全てについてCCDによる検閲が行われた。1945年10月からの1年間を例に取ると、CCDによる検閲が行われた作品は計1,516本に上り、うち一部削除が268本、公開不許可が374本であった。公開が許可された映画にはCCDによる認証番号が付与され、上映時にはその番号が焼き込まれたプリントを使用することとされた。

## 削除・発禁処分
プレスコードと同時に、戦前・戦中の欧米の植民地支配についての研究書など7769冊に及ぶ書物が官公庁、図書館、書店などから「没収宣伝用刊行物」として没収され、廃棄された。約7000冊とすることや、「個人宅と図書館を除くあらゆる場所から、秘密裏に没収し、紙パルプに再利用するという名目で、事実上の廃棄処分にした。」とされることもある。
- 原爆関連
  - 栗原貞子の詩「生ましめん哉」
  - 峠三吉の詩「にんげんをかえせ」など
  - 壺井栄の短編小説「石臼の歌」では、原爆によって家族を失った登場人物（遺族）たちの心理描写がほぼ削除され、疎開先である田舎の風景の描写を増補した表現に差し替えられている。
  - 永井隆の『長崎の鐘』は1946年8月には書き上げられていたが、連合国軍最高司令官総司令部（GHQ）の検閲により出版許可が下りず、GHQ側から日本軍によるマニラ大虐殺の記録集である『マニラの悲劇』との合本とすることを条件に、1949年1月、日比谷出版社で出版された。
- 雑誌『創元』1946年12月創刊号に掲載予定だった吉田満による戦記文学『戦艦大和ノ最期』はGHQの検閲で全文削除された[29]。独立回復後の1952年に創元社から出版。
- 川路柳虹の詩「かへる霊」[30]

## 番組
- 知られざる“同胞監視”～ＧＨＱ・日本人検閲官たちの告白 NHKクローズアップ現代 2013年11月5日放送